# Bosco Marengo
Bosco Marengo är en ort och kommun i provinsen Alessandria i regionen Piemonte i Italien. Kommunen hade 2 360 invånare (2018).